# Alice N' Chains
Alice n' Chains foi uma banda de glam metal de Seattle, Washington, formada em 1985 por Layne Staley, Nick Pollock, James Bergstrom e Johnny Bacolas. Anteriormente conhecida como Sleze, debandou em 1987 após gravar duas demos. Seus membros continuaram em bandas da cidade: Staley conseguiu sucesso internacional como vocalista do Alice in Chains, Pollock participou da banda de hard rock My Sister's Machine até ela terminar em 1993, e Bergstrom e Bacolas criaram a banda Second Coming onde permanecem até hoje.

## História

### Sleze (1985)
A banda, chamada então Sleze, foi formada como uma brincadeira por James Bergstrom, Johnny Bacolas e alguns vizinhos, quando eles tinham 12 anos. Bergstrom e Bacolas começaram a levar a ideia a sério e procuraram pessoas que gostariam de tocar e gravar, sendo apresentados ao vocalista Layne Staley, quando eles estavam com 14 anos. Staley participou de uma jam na qual tocaram a canção do Armored Saint "False Alarm", "L.O.V.E. Machine" do W.A.S.P., "Black Magic" por Slayer, e "Looks that Kill" do Motley Crue, entrando logo após para a banda. Sleze passou a tocar em clubes e na hora do almoço em sua escola.

### Alice n' Chains (1986 - 1987)
Logo, recrutaram o guitarrista Nick Pollock e decidiram mudar o nome para Alice in Chains - sugerido por Russ Klatt- mas, devido ao termo lembrar bondage, sendo recusado por seus pais, o alteraram para Alice n' Chains.
Gravaram sua primeira demo em 1986 e a segunda demo em 1987.
Em 1987, a banda foi apresentada a Jerry Cantrell, que passou a conviver muito com Staley, uma vez que os dois passaram a viver no local de ensaios Music Bank. Cantrell começou a apresentar riffs de guitarra a Staley que escreveu as letras. Logo, formaram o Diamond Lie junto de Mike Starr e Sean Kinney, que seria o embrião do Alice in Chains.

## Discografia
- Alice n' Chains Demo 1 (1986)
- Alice n' Chains Demo 2 (1987)